# إعلان القاهرة (1990)

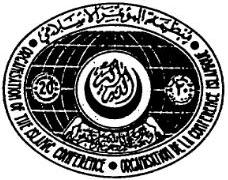
منظمة التعاون الإسلامي في القاهرة

إعلان القاهرة لحقوق الإنسان في الإسلام هو إعلان اعتمدته الدول الأعضاء في منظمة التعاون الإسلامي في القاهرة، مصر في 5 أغسطس 1990، خلال مؤتمر وزراء الخارجية الذي عقد في الفترة من 9 إلى 14 محرم 1411هـ، وتم تنقيحه لاحقًا في عام 2020م واعتمد في 28 نوفمبر 2020م خلال الدورة السابعة والأربعين لمجلس وزراء الخارجية في نيامي، جمهورية النيجر. يقدم هذا الإعلان منظوراً إسلامياً لحقوق الإنسان. تحدد نسخة 1990 الشريعة الإسلامية بشكل صريح كمصدر وحيد لها، في حين أن نسخة 2020 لا تستشهد بالشريعة على وجه التحديد. تركز هذه المقالة على نسخة 1990 من إعلان القاهرة لحقوق الإنسان.
ينص إعلان القاهرة لحقوق الإنسان في الإسلام على أن هدفه الأساسي هو توفير التوجيه العام للدول الأعضاء في منظمة التعاون الإسلامي في مجال حقوق الإنسان، يُعترف بهذا الإعلان على نطاق واسع باعتباره استجابة إسلامية للإعلان العالمي لحقوق الإنسان الصادر عن الأمم المتحدة والذي تم اعتماده في عام 1948. وهو يؤكد جوانب معينة من الإعلان العالمي لحقوق الإنسان ولكن ليس جميعها. وهي بمثابة وثيقة حية تحدد مبادئ حقوق الإنسان التي يتعين على جميع الدول الأعضاء في منظمة التعاون الإسلامي الالتزام بها، ولكنها تقيدهم صراحة بالحدود التي وضعتها الشريعة.
وبسبب هذا القيد، واجه إعلان القاهرة لحقوق الإنسان في الإسلام انتقادات لكونه محاولة لحماية الدول الأعضاء في منظمة التعاون الإسلامي من الانتقادات الدولية فيما يتعلق بانتهاكات حقوق الإنسان. كما انتقد أيضا لعدم ضمانه حرية الدين، وتبرير العقوبة البدنية، والسماح بالتمييز ضد غير المسلمين والنساء.

## الديباجة
تأكيداً للدور الحضاري والتاريخي للأمة الإسلامية التي جعلها الله خير أمة أورثت البشرية حضارة عالمية متوازنة ربطت الدنيا بالآخرة وجمعت بين العلم والإيمان، وما يرجى أن تقوم به هذه الأمة اليوم لهداية البشرية الحائرة بين التيارات والمذاهب المتناقضة وتقديم الحلول لمشكلات الحضارة المادية المزمنة.
ومساهمة في الجهود البشرية المتعلقة بحقوق الإنسان التي تهدف إلى حمايته من الاستغلال والاضطهاد وتهدف إلى تأكيد حريته وحقوقه في الحياة الكريمة التي تتفق مع الشريعة الإسلامية. وثقة منها بأن البشرية التي بلغت في مدارج العلم المادي شأنا بعيداً، لا تزال، وستبقي في حاجة ماسة إلى سند إيماني لحضارتها وإلى وازع ذاتي يحرس حقوقها. وإيمانا بأن الحقوق الأساسية والحريات العامة في الإسلام جزء من دين المسلمين لا يملك أحد بشكل مبدئي تعطيلها كلياً أو جزئياً، أو خرقها أو تجاهلها في أحكام إلهية تكليفية أنزل الله بها كتبه، وبعث بها خاتم رسله وتمم بها ما جاءت به الرسالات السماوية وأصبحت رعايتها عبادة، وإهمالها أو العدوان عليها منكراً في الدين وكل إنسان مسؤول عنها بمفرده، والأمة مسؤولة عنها بالتضامن، وأن الدول الأعضاء في منظمة المؤتمر الإسلامي تأسيساً على ذلك تعلن ما يلي:

## مواد الإعلان
- المادة 1

أ- البشر جميعاً أسرة واحدة جمعت بينهم العبودية لله والنبوة لآدم وجميع الناس متساوون في أصل الكرامة الإنسانية وفي أصل التكليف والمسؤولية دون تمييز بينهم بسبب العرق أو اللون أو اللغة أو الجنس أو المعتقد الديني أو الانتماء السياسي أو الوضع الاجتماعي أو غير ذلك من الاعتبارات. وأن العقيدة الصحيحة هي الضمان لنمو هذه الكرامة على طريق تكامل الإنسان.
ب- أن الخلق كلهم عيال الله وأن أحبهم إليه أنفعهم لعياله وأنه لا فضل لأحد منهم على الآخر إلا بالتقوى والعمل الصالح.
- المادة 2

أ- الحياة هبة الله وهي مكفولة لكل إنسان، وعلى الأفراد والمجتمعات والدول حماية هذا الحق من كل اعتداء عليه، ولا يجوز إزهاق روح دون مقتض شرعي.
ب- يحرم اللجوء إلى وسائل تفضي إلى إفناء الينبوع بشري.
ج- المحافظة على استمرار الحياة البشرية إلى ما شاء الله واجب شرعي.
د- سلامة جسد الإنسان مصونة، ولا يجوز الاعتداء عليها، كما لا يجوز المساس بها بغير مسوغ شرعي، وتكفل الدولة حماية ذلك.
- المادة 3

أ- في حالة استخدام القوة أو المنازعات المسلحة، لا يجوز قتل من لا مشاركة لهم في القتال كالشيخ والمرأة والطفل، وللجريح والمريض الحق في أن يداوى وللأسير أن يطعم ويؤوى ويكسى، ويحرم التمثيل بالقتلى، ويجب تبادل الأسرى وتلاقي اجتماع الأسر التي فرقتها ظروف قتال.
ب- لا يجوز قطع الشجر أو إتلاف الزرع والضرع أو تخريب المباني والمنشآت المدنية للعدو بقصف أو نسف أو غير ذلك.
- المادة 4

لكل إنسان حرمته والحفاظ على سمعته في حياته وبعد موته وعلى الدول والمجتمع حماية جثمانه ومدفنه.
- المادة 5

أ- الأسرة هي الأساس في بناء المجتمع، والزواج أساس تكوينها وللرجال والنساء الحق في الزواج ولا تحول دون تمتعهم بهذا الحق قيود منشؤها العرق أو اللون أو الجنسية.
ب- على المجتمع والدولة إزالة العوائق أمام الزواج وتيسير سبله وحماية الأسرة ورعايتها.
- المادة 6

أ- المرأة مساوية للرجل في الكرامة الإنسانية، ولها من الحق مثل ما عليها من الواجبات ولها شخصيتها المدنية ذمتها المالية المستقلة وحق الاحتفاظ باسمها ونسبها.
ب- على الرجل عبء الإنفاق على الأسرة ومسؤولية رعايتها.
- المادة 7

أ- لكل طفل عند ولادته حق على الأبوين والمجتمع والدولة في الحضانة والتربية والرعاية المادية والصحية والأدبية آما تجب حماية الجنين والأم وإعطاؤهما عناية خاصة.
ب- للآباء ومن بحكمهم، الحق في اختيار نوع التربية التي يريدون لأولادهم مع وجوب مراعاة مصلحتهم ومستقبلهم في ضوء القيم الأخلاقية والأحكام الشرعية.
ج- للأبوين على الأبناء حقوقهما وللأقارب حق على ذويهم وفقاً لأحكام الشريعة.
- المادة 8

لكل إنسان التمتع بأهليته الشرعية من حيث الإلزام والالتزام وإذا فقدت أهليته أو انتقصت قام وليه - مقامه.
- المادة 9

أ- طلب العلم فريضة والتعليم واجب على المجتمع والدولة وعليها تأمين سبله ووسائله وضمان تنوعه بما يحقق مصلحة المجتمع ويتيح للإنسان معرفة دين الإسلام وحقائق الكون وتسخيرها لخير البشرية.
ب- من حق كل إنسان على مؤسسات التربية والتوجية المختلفة من الأسرة والمدرسة وأجهزة الإعلام وغيرها أن تعمل على تربية الإنسان دينياً ودنيوياً تربية متكاملة
- المادة 10

الإسلام هو دين الفطرة، ولا يجوز ممارسة أي لون من الإكراه على الإنسان أو استغلال فقره أو جهله على تغيير دينه إلى دين آخر أو إلى الإلحاد.
- المادة 11

أ- يولد الإنسان حراً وليس لأحد أن يستعبده أو يذله أو يقهره أو يستغله ولا عبودية لغير الله تعالى.
ب- الاستعمار بشتى أنواعه وباعتباره من أسوأ أنواع الاستعباد محرم تحريماً مؤكداً وللشعوب التي تعانيه الحق الكامل للتحرر منه وفي تقرير المصير، وعلى جميع الدول والشعوب واجب النصرة لها في كفاحها لتصفية كل أشكال الاستعمار أو الاحتلال، ولجميع الشعوب الحق في الاحتفاظ بشخصيتها المستقلة والسيطرة على ثرواتها مواردها الطبيعية.
- المادة 12

كل إنسان الحق في إطار الشريعة في حرية التنقل، واختيار محل إقامته داخل بلاده أو خارجها وله إذا اضطهد حق اللجوء إلى بلد آخر وعلى البلد الذي لجأ إليه أن يجيره حتى يبلغه مأمنه ما لم يكن سبب اللجوء اقتراف جريمة في نظر الشرع.
- المادة 13

العمل حق تكفله الدولة والمجتمع لكل قادر عليه، وللإنسان حرية اختيار العمل اللائق به مما تتحقق به مصلحته ومصلحة المجتمع، وللعامل حقه في الأمن والسلامة وفي كافة الضمانات الاجتماعية الأخرى. ولا يجوز تكليفه بما لا يطيقه، أو إكراهه، أو استغلاله، أو الإضرار به، وله -دون تمييز بين الذكر والأنثى- أن يتقاضى أجراً عادلاً مقابل عمله دون تأخير وله الاجارات والعلاوات والفروقات التي يستحقها، وهو مطالب بالإخلاص والإتقان، وإذا اختلف العمال وأصحاب العمل فعلى الدولة أن تتدخل لفض النزاع ورفع الظلم وإقرار الحق والإلزام بالعدل دون تحيز.
- المادة 14

للإنسان الحق في الكسب المشروع، دون احتكار أو غش أو إضرار بالنفس أو بالغير أو رباً ممنوع مؤكداً.
- المادة 15

أ- لكل إنسان الحق في التملك بالطرق الشرعية، والتمتع بحقوق الملكية بما لا يضر به أو بغيره من الأفراد أو المجتمع، ولا يجوز نزع الملكية إلا لضرورات المنفعة العامة مقابل تعويض فوري وعادل.
ب- تحرم مصادرة الأموال وحجزها إلا بمقتضى شرعي.
- المادة 16

لكل إنسان الحق في الانتفاع بثمرات إنتاجه العلمي أو الأدبي أو الفني أو التقني. وله الحق في حماية مصالحه الأدبية والمالية العائدة له على أن يكون هذا الإنتاج غير مناف لأحكام الشريعة.
- المادة 17

أ- لكل إنسان الحق في أن يعيش بيئة نظيفة من المفاسد والأوبئة الأخلاقية تمكنه من بناء ذاته معنوياً، وعلى المجتمع والدولة أن يوفرا له هذا الحق.
ب- لكل إنسان على مجتمعه ودولته حق الرعاية الصحية والاجتماعية بتهيئة جميع المرافق العامة التي يحتاج إليها في حدود الإمكانات المتاحة.
ج- تكفل الدولة لكل إنسان حقه في عيش كريم يحقق له تمام كفايته وكفاية من يعوله ويشمل ذلك المأكل والملبس والمسكن والتعليم والعلاج وسائر الحاجات الأساسية.
- المادة 18

أ- لكل إنسان الحق في أن يعيش آمنا على نفسه ودينه وأهله وعرضه وماله.
ب- للإنسان الحق في الاستقلال بشؤون حياته الخاصة في مسكنه وأسرته وماله واتصالاته، ولا يجوز التجسس أو الرقابة عليه أو الإساءة إلى سمعته وتجنب حمايته من كل تدخل تعسفي.
ج- للمسكن حرمته في كل الأحوال ولا يجوز دخوله بغير إذن أهله أو بصورة غير مشروعة، ولا يجوز هدمه أو مصادرته أو تشريد أهله منه.
- المادة 19

أ- الناس سواسية أمام الشرع، يستوي في ذلك الحاكم والمحكوم.
ب- حق اللجوء إلى القضاء مكفول للجميع.
ج- المسؤولية في أساسها شخصية.
د- لا جريمة ولا عقوبة إلا بموجب أحكام الشريعة.
ه- المتهم برئ حتى تثبت إدانته بمحاكمة عادلة تؤمن له فيها كل الضمانات الكفيلة بالدفاع عنه.
- المادة 20

لا يجوز القبض على إنسان أو تقييد حريته أو نفيه أو عقابه بغير موجب شرعي. ولا يجوز تعريضه للتعذيب البدني أو النفسي أو لأي من أنواع المعاملات المذلة أو القاسية أو المنافية للكرامة الإنسانية، كما لا يجوز إخضاع أي فرد للتجارب الطبية أو العلمية إلا برضاه وبشرط عدم تعرض صحته وحياته للخطر، كما لا يجوز سن القوانين الاستثنائية التي تخول ذلك للسلطات التنفيذية.
- المادة 21

أخذ الإنسان رهينة محرم بأي شكل من الأشكال ولأي هدف من الأهداف.
- المادة 22

أ- لكل إنسان الحق في التعبير بحرية عن رأيه بشكل لا يتعارض مع المبادئ الشرعية.
ب- لكل إنسان الحق في الدعوة إلى الخير والأمر بالمعروف والنهي عن المنكر وفقاً لضوابط الشريعة الإسلامية.
ج- الإعلام ضرورة حيوية للمجتمع، ويحرم استغلاله وسوء استعماله والتعرض للمقدسات وكرامة الأنبياء فيه، وممارسة كل ما من شأنه الإخلال بالقيم أو إصابة مجتمع بالتفكك أو الانحلال أو الضرر أو زعزعة الاعتقاد.
د- لا يجوز إثارة الكراهية القومية والمذهبية وكل ما يؤدي إلى التحريض على التمييز العنصري بكافة أشكاله.
- المادة 23

أ- الولاية أمانة يحرم الاستبداد فيها وسوء استغلالها تحريما مؤكداً ضمانا للحقوق الأساسية للإنسان.
ب- لكل إنسان حق الاشتراك في إدارة الشؤون العامة لبلاده بصورة مباشرة أو غير مباشرة، كما أن له الحق في تقلد الوظائف العامة وفقاً لأحكام الشريعة.
- المادة 24

كل الحقوق والحريات المقررة في هذا الإعلان مقيدة بأحكام الشريعة الإسلامية.
- المادة 25

الشريعة الإسلامية هي المرجع الوحيد لتفسير أو توضيح أي مادة من مواد هذه الوثيقة.